# Jabloko
Jabloko (ryska: Яблоко, svenska: Äpplet) är ett socialliberalt politiskt parti i Ryssland.
Partiet grundades 1993 av Grigorij Javlinskij, Jurij Boldyrev och Vladimir Lukin. Grigorij Javlinskij ledde först partiet. I juni 2008 ersattes han av Sergej Mitrochin, den 19 december 2015 av Emilia Slabunova och i december 2019 av Nikolaj Rybakov. Jabloko hade mandat i Statsduman 1994-2003. 
I parlamentsvalet 2007 fick partiet endast 1,6 procent av rösterna och åkte därmed ur statsduman. I 2011 års val hade Jabloko viss framgång, 2 252 403 röster (3,43 procent), vilket dock var långt från småpartispärren på 7 procent.I parlamentsvalet 2016 fick partiet 2.04% av rösterna, vilket inte var tillräckligt för att få säten i statsduman. Idag är Jabloko representerade i ett antal regionala parlament, däribland Moskvas stadsduma (4 säten) och St Petersburgs lagstiftande församling (2 säten). Partiet är också representerat i Republiken Karelen (3 säten), Chabarovsk (1 säte), Kostroma (1 säte) och Pskov (2 säten) . 
I lokalvalen 2019 hade partiet viss framgång, och fick 4 nya representanter i Moskvas stadsduma och 1 ny representant i Chabarovsk lagstiftande duma. 
Partiets viktigaste frågor är ökad frihet och civilrätt, samt medlemskap i Europeiska unionen. Partiets kärnväljare återfinns i hög grad bland välutbildade i de största ryska städerna.
Partiet för en mycket kritisk hållning[när?] till president Vladimir Putin och har deltagit i flera manifestationer emot honom och hans stödparti Enade Ryssland. De menar också att Putin urholkar demokratin i Ryssland och att Ryssland går mot ett allt mer sovjetliknande system. Partiet deltog aktivt under protesterna i Moskva 2019 tillsammans med andra oppositionspolitiker som Aleksej Navalnyj och Ljubov Sobol.